# Max Johnston
Max Johnston je americký hudebník. Koncem roku 1992 se stal členem skupiny Uncle Tupelo, ve které se setkal s Jeffem Tweedym. Spolu s ním v roce 1994 založil skupinu Wilco, ze které však zanedlouho odešel. Podílel se na albech A.M. (1995) a Being There (1996). Následně založil vlastní projekt Pony Stars, jehož existence však neměla dlouhého trvání. Následovalo krátké angažmá ve skupině jeho sestry Michelle Shocked. Od roku 1999 až do roku 2013 vystupoval s kapelou The Gourds. Prvním albem, které se skupinou nahrál, bylo Ghosts of Hallelujah z roku 1999. V říjnu 2014 vydal své první sólové album nazvané Dismantling Paradise.

## Diskografie
- Dismantling Paradise (2014)